# Orczy Gyula (építész)
Orczi Orczy Gyula (Hejőbába, 1864. december 15. – Budapest, 1939. november 13.) magyar építész, fővárosi tanácsnok.

## Élete
Orczy Gyula (1828–1904) földbirtokos és ikácsi Péterffy Ottília fiaként született. A 19. század végén - 20. század elején működött elsősorban építészként. Budapesti bérházak és katonai laktanyák mellett vidéki iskolaépületek fűződnek a nevéhez. Az 1910-es években bekapcsolódott a Bárczy István kislakás- és iskolaépítési programjába, ennek keretében egy kislakásos bérházat és egy iskolát tervezett Budapesten.
A szuverén Máltai lovagrend tiszteletbeli lovagja és kormányfőtanácsosi címeket viselt, Budapest székesfőváros tanácsnoka volt.
1939-ben hunyt el 74 éves korában. A Fiumei úti sírkertben helyezték nyugalomra.

## Családja
Felesége Gombár Ilona (1874–1953) volt, baáni Gombár Tivadar ügyvéd, királyi tanácsos lánya.
Gyermekei:
- Orczy Mária Ottília (1900–?). Férje omoroviczai Heinrich Béla Károly (1901–1942) banktisztviselő.
- Orczy Gyula (1903–1985) mérnök. Felesége bonyhádi Perczel Katalin (1915–1992).

## Ismert épületei
- 1894: Aquincumi Múzeum, Budapest, Szentendrei út 135–139.[7]
- 1896–1898: Tüzérségi laktanya, Budapest, Hungária körút 19-21. (Panuska Lászlóval közös alkotás)[8]
- 1901/1902/1905: lakóház, Budapest, Szent István körút 17.[9][10][11]
- 1909: Gyáli úti székesfővárosi kislakásos bérházak, Budapest, Gyáli út 21-28.[12][13] – épült Bárczy István kislakás- és iskolaépítési programja keretében
- 1913?: Tisza Kálmán téri iskola[14] (ma: Deák Diák Általános Iskola), Budapest, II. János Pál pápa tér 4.[15][16] (Ivancsó Istvánnal közös alkotás) – épült Bárczy István kislakás- és iskolaépítési programja keretében
- 1910–1911/1913: Római katolikus főgimnázium (ma: Földes Ferenc Gimnázium), Miskolc, Kelemen Didák utca 5.[17][18]

## Képtár

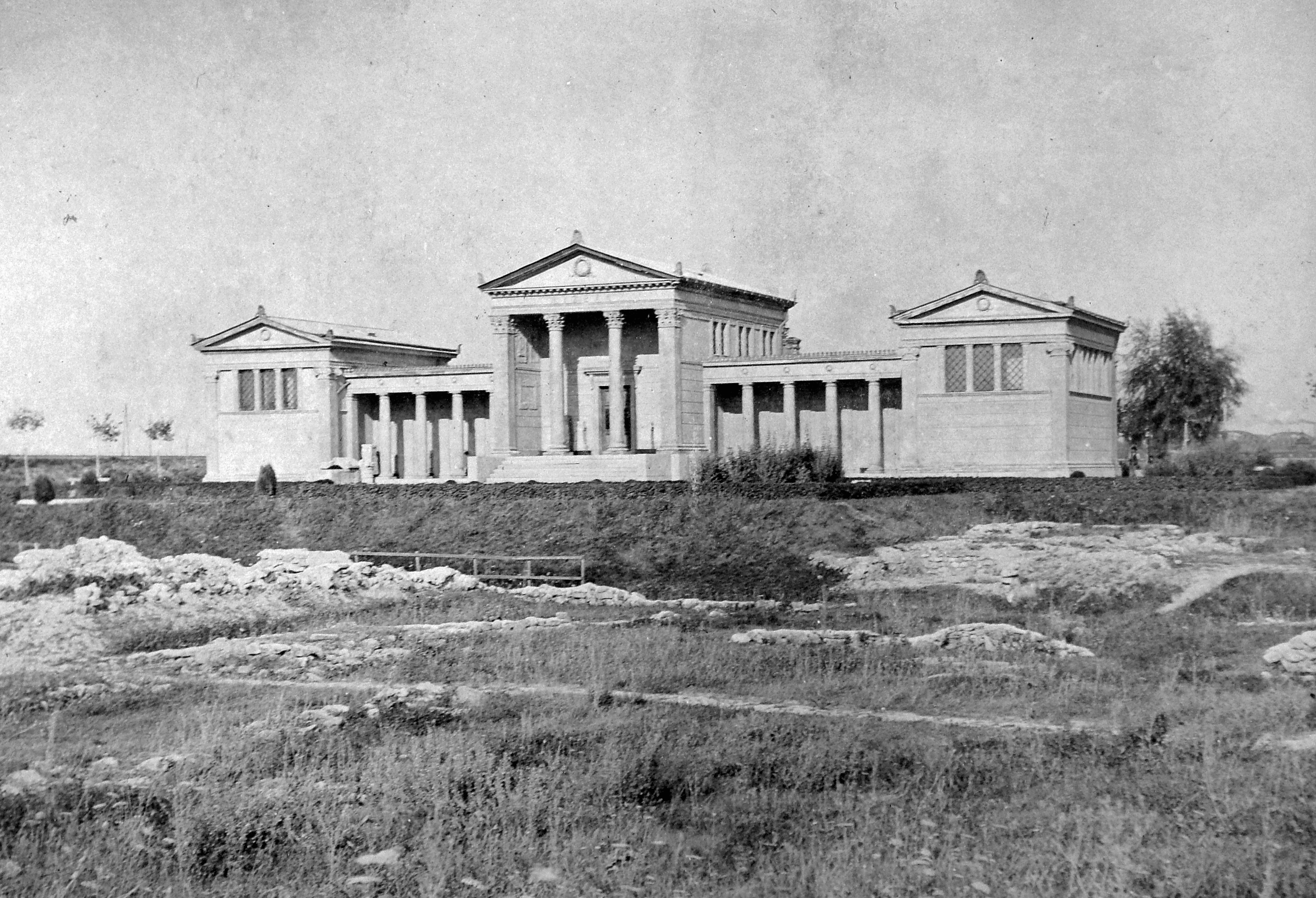
Aquincumi Múzeum, Budapest (archív felvétel)
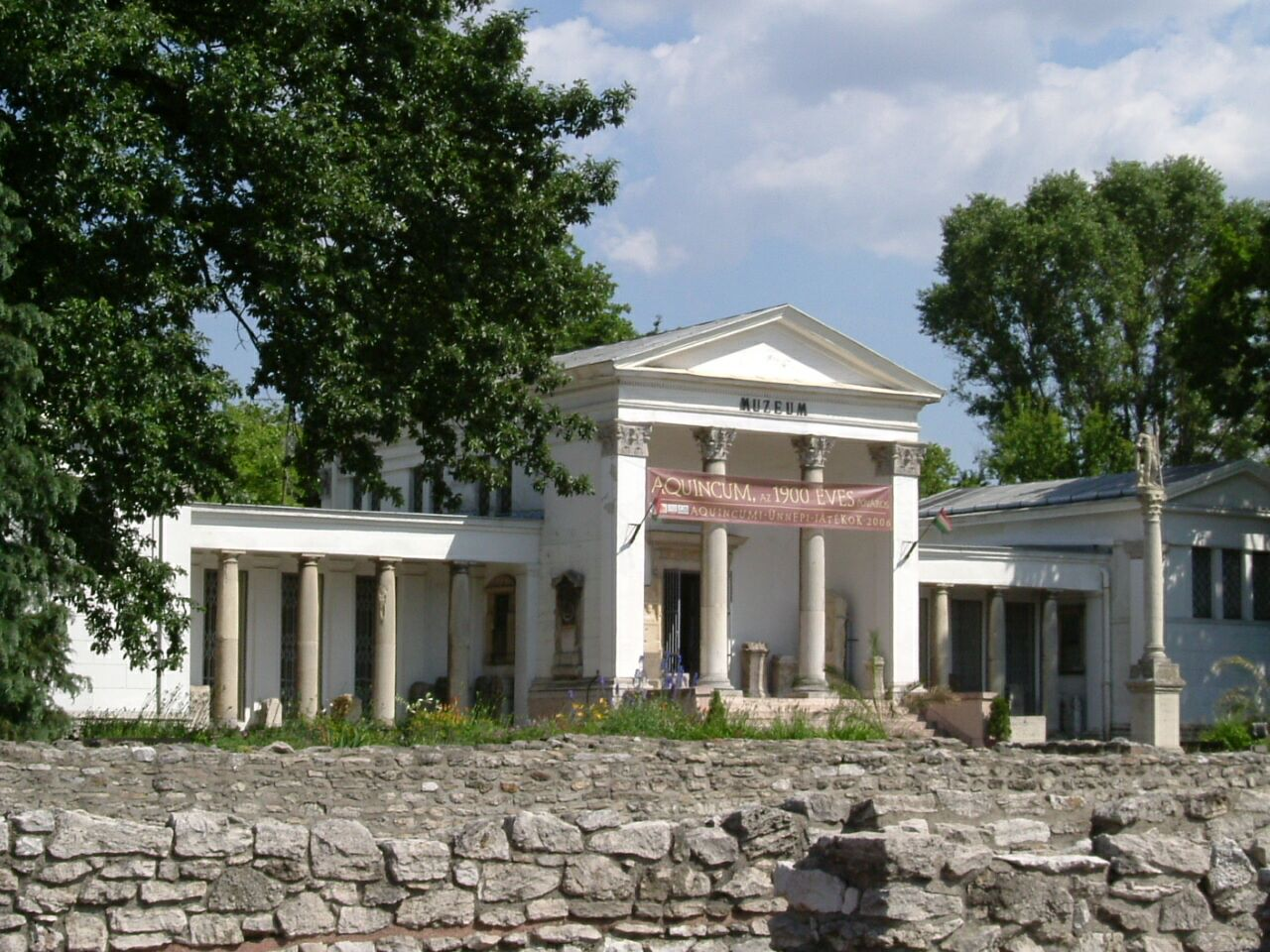
Aquincumi Múzeum, Budapest
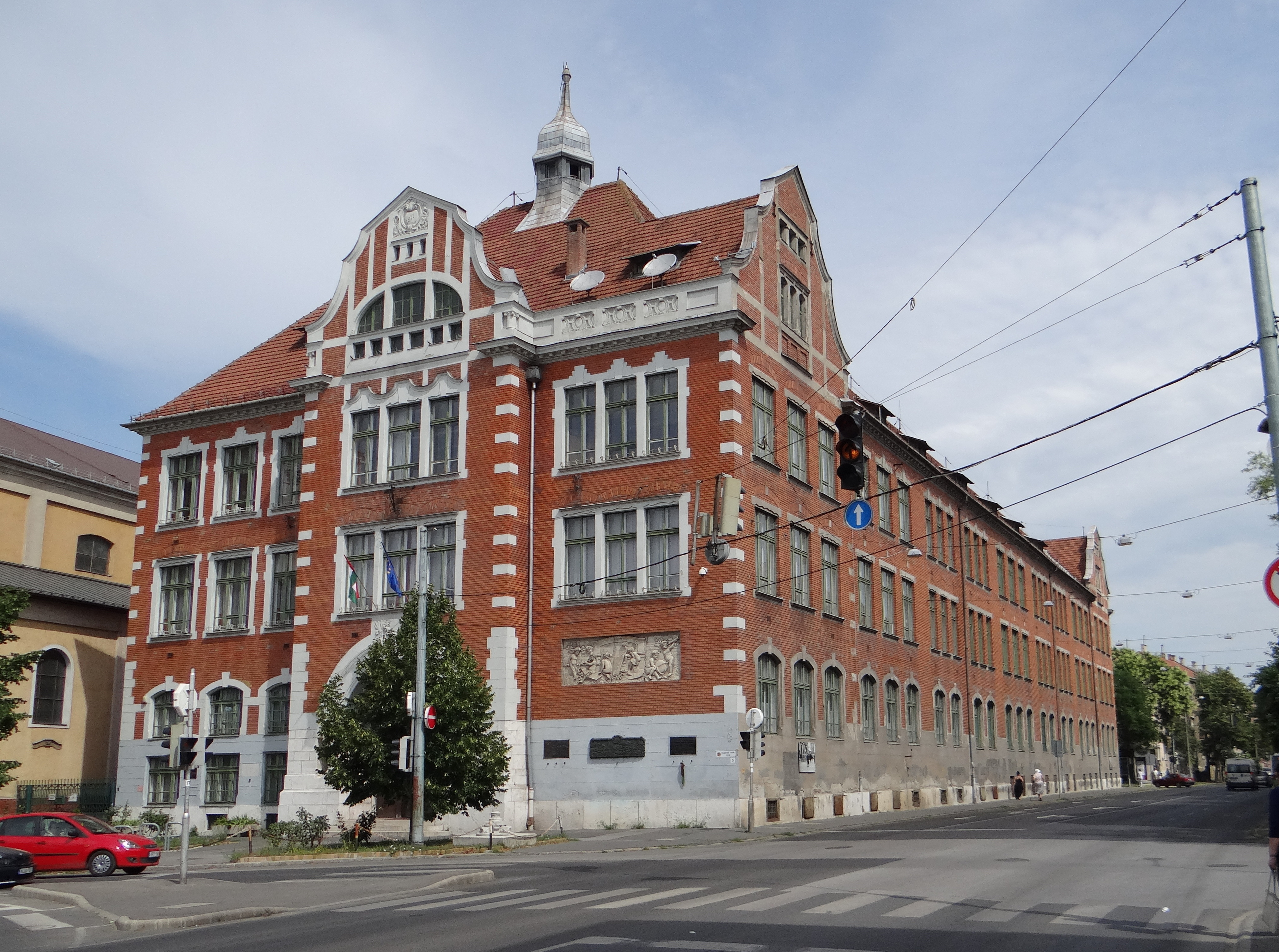
Földes Ferenc Gimnázium, Miskolc
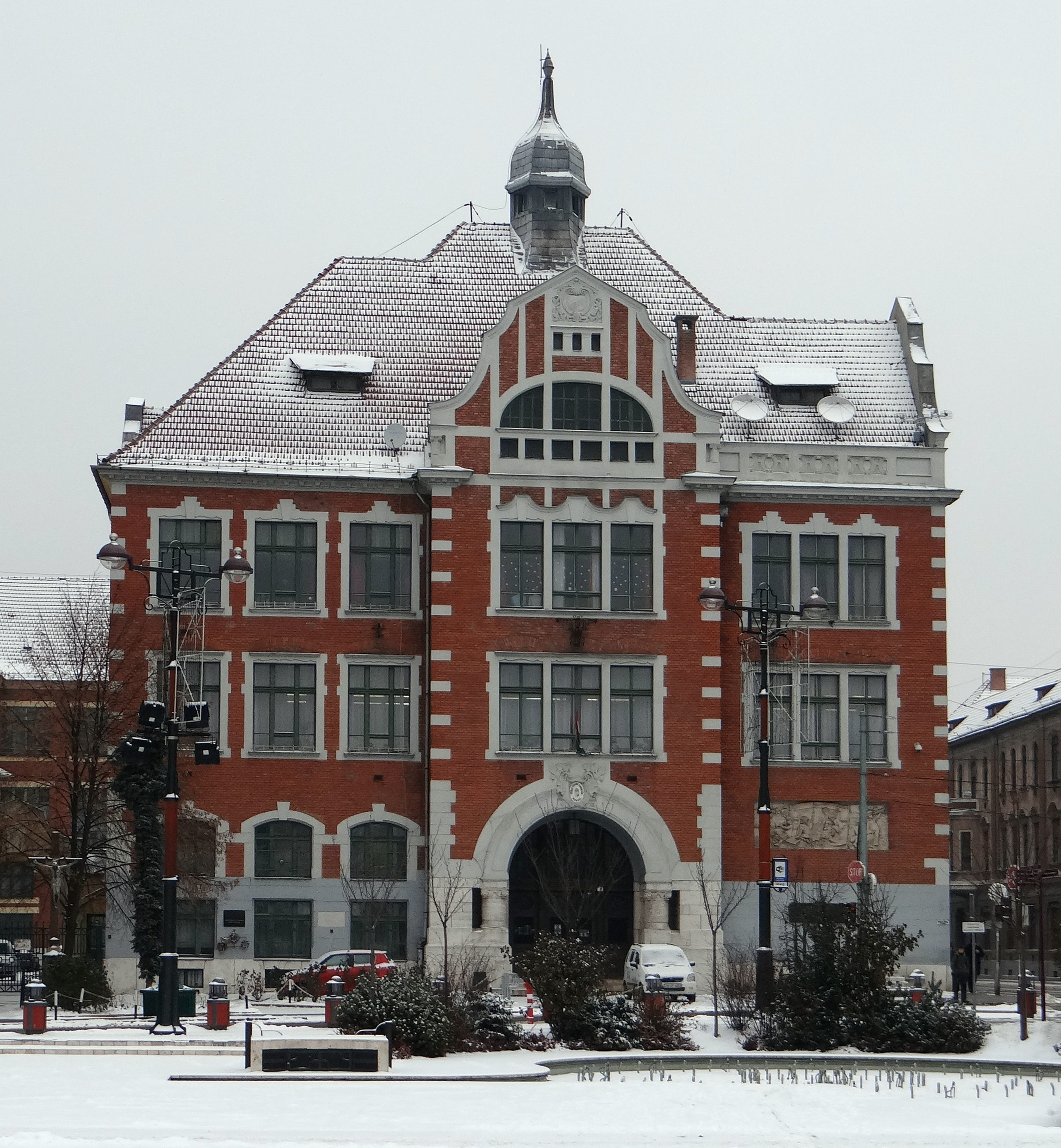
Földes Ferenc Gimnázium, Miskolc (főhomlokzat)
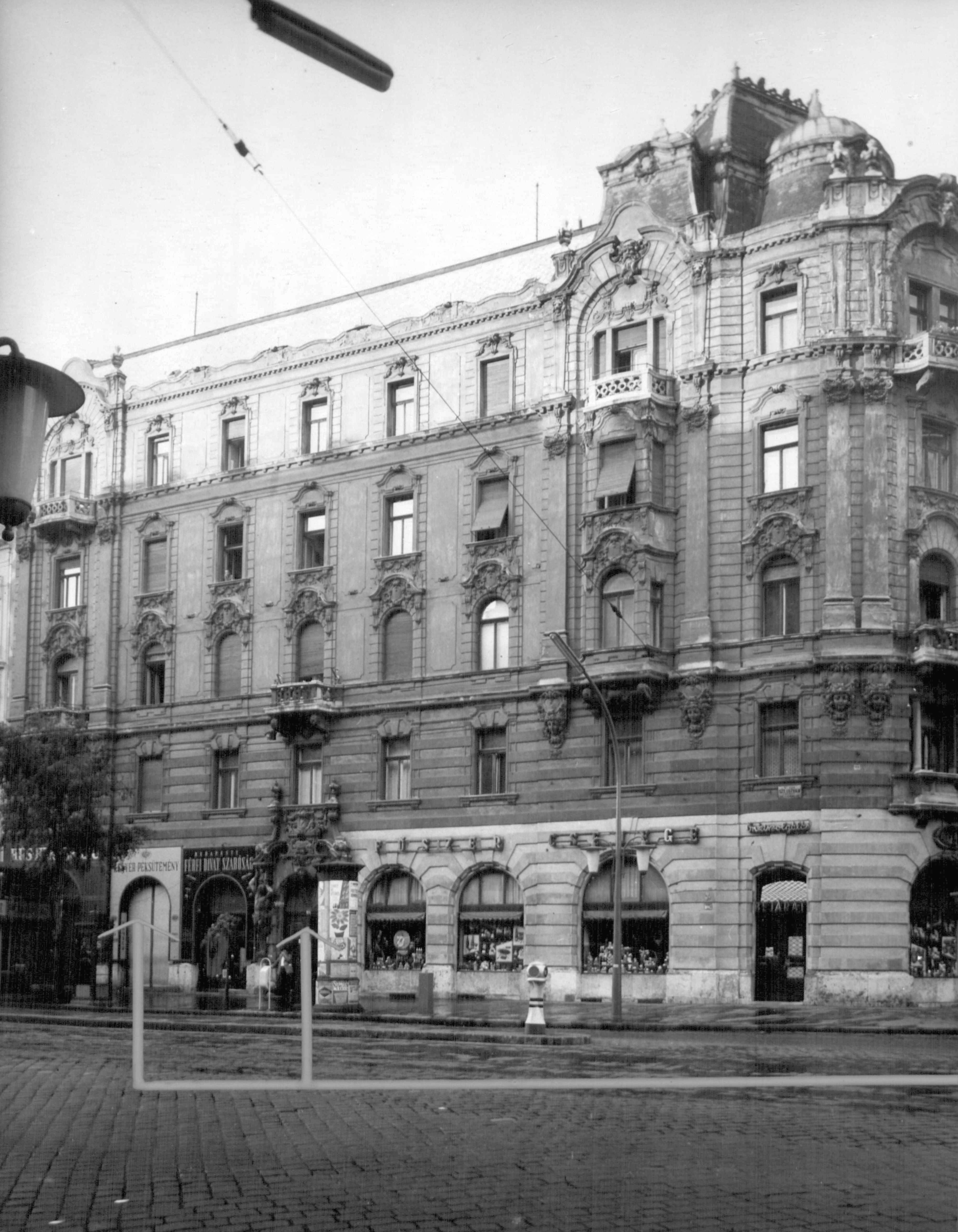
Lakóház, Budapest, Szent István körút 17. (archív felvétel)
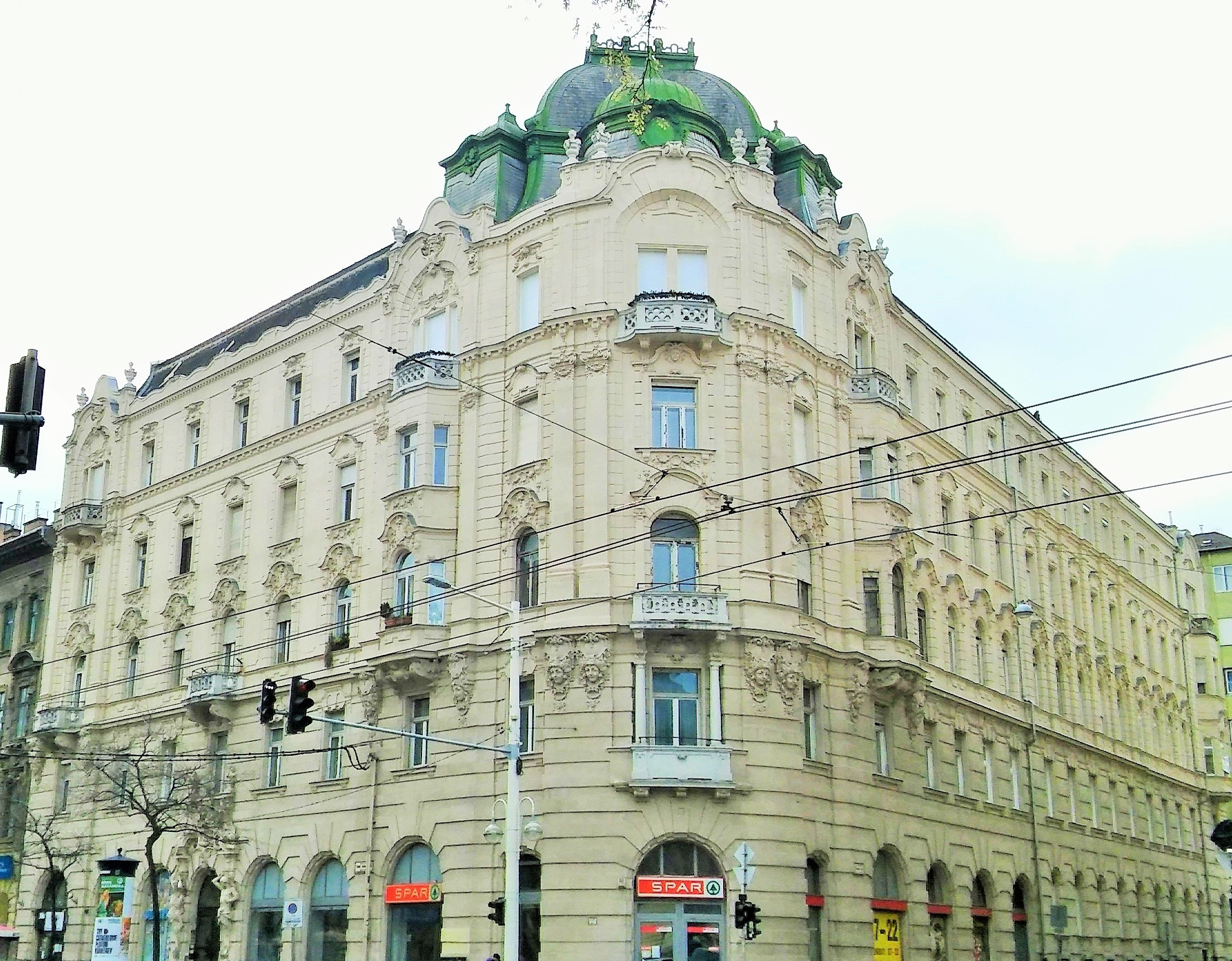
Lakóház, Budapest, Szent István körút 17.
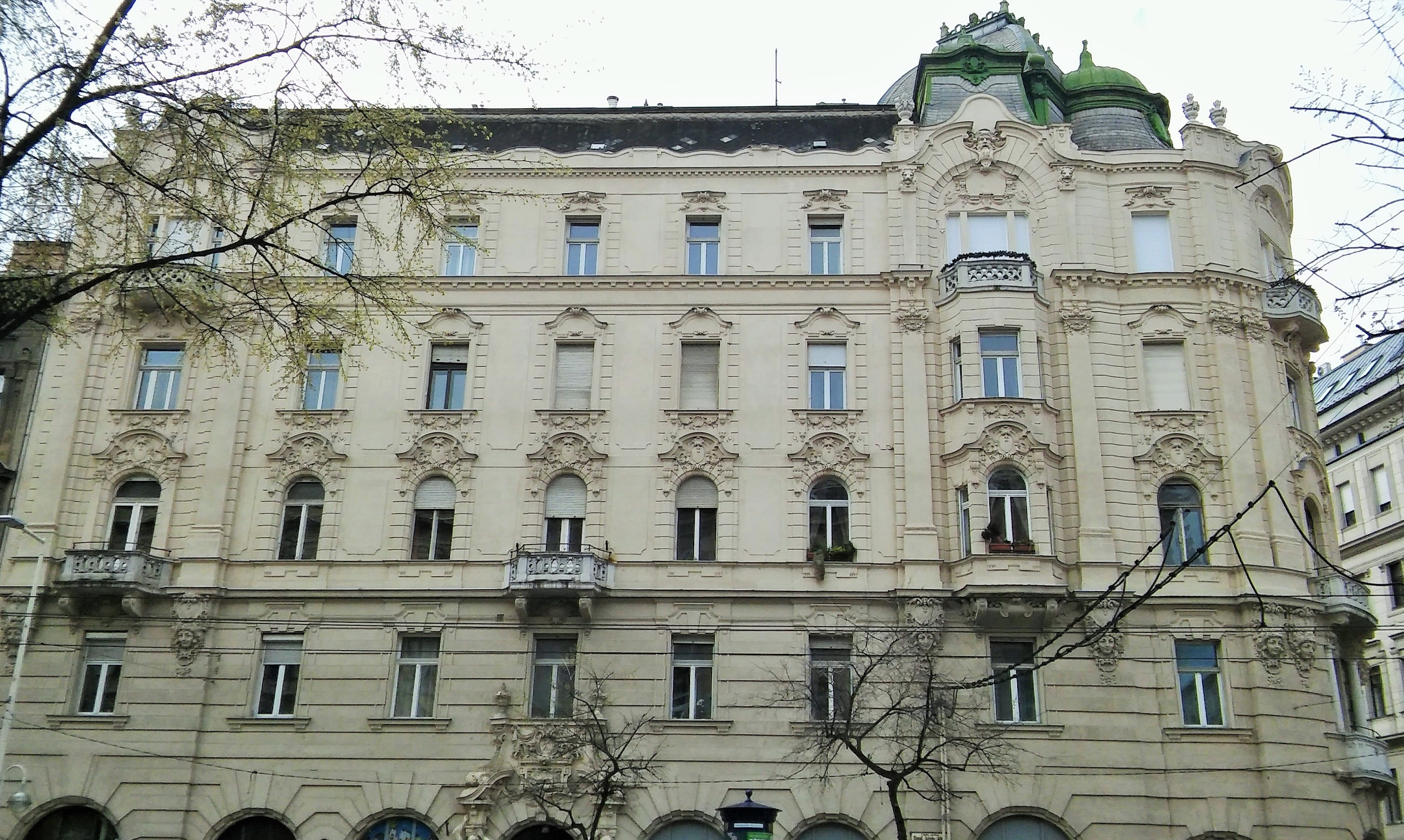
Lakóház, Budapest, Szent István körút 17.
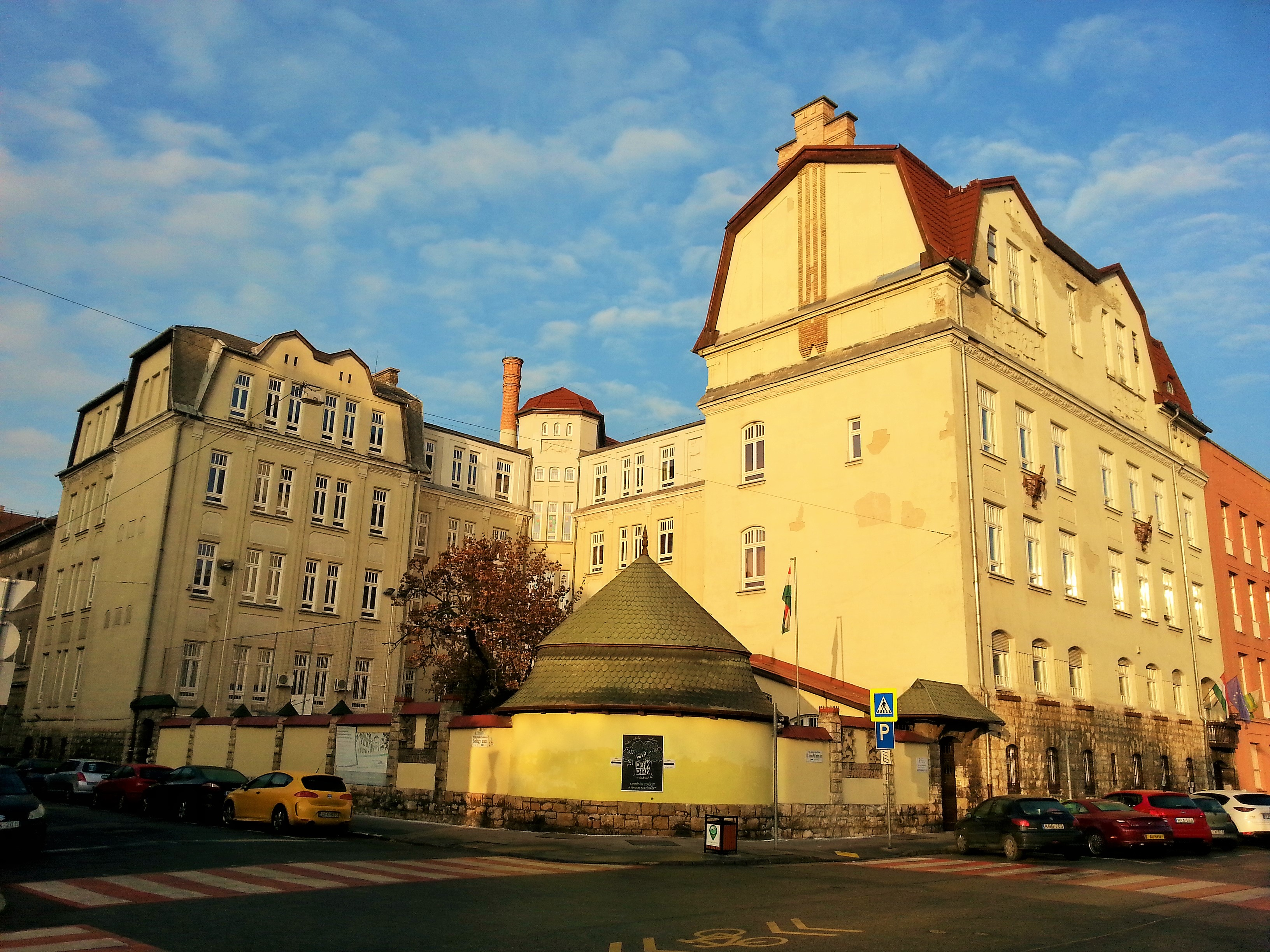
Tisza Kálmán téri iskola, Budapest
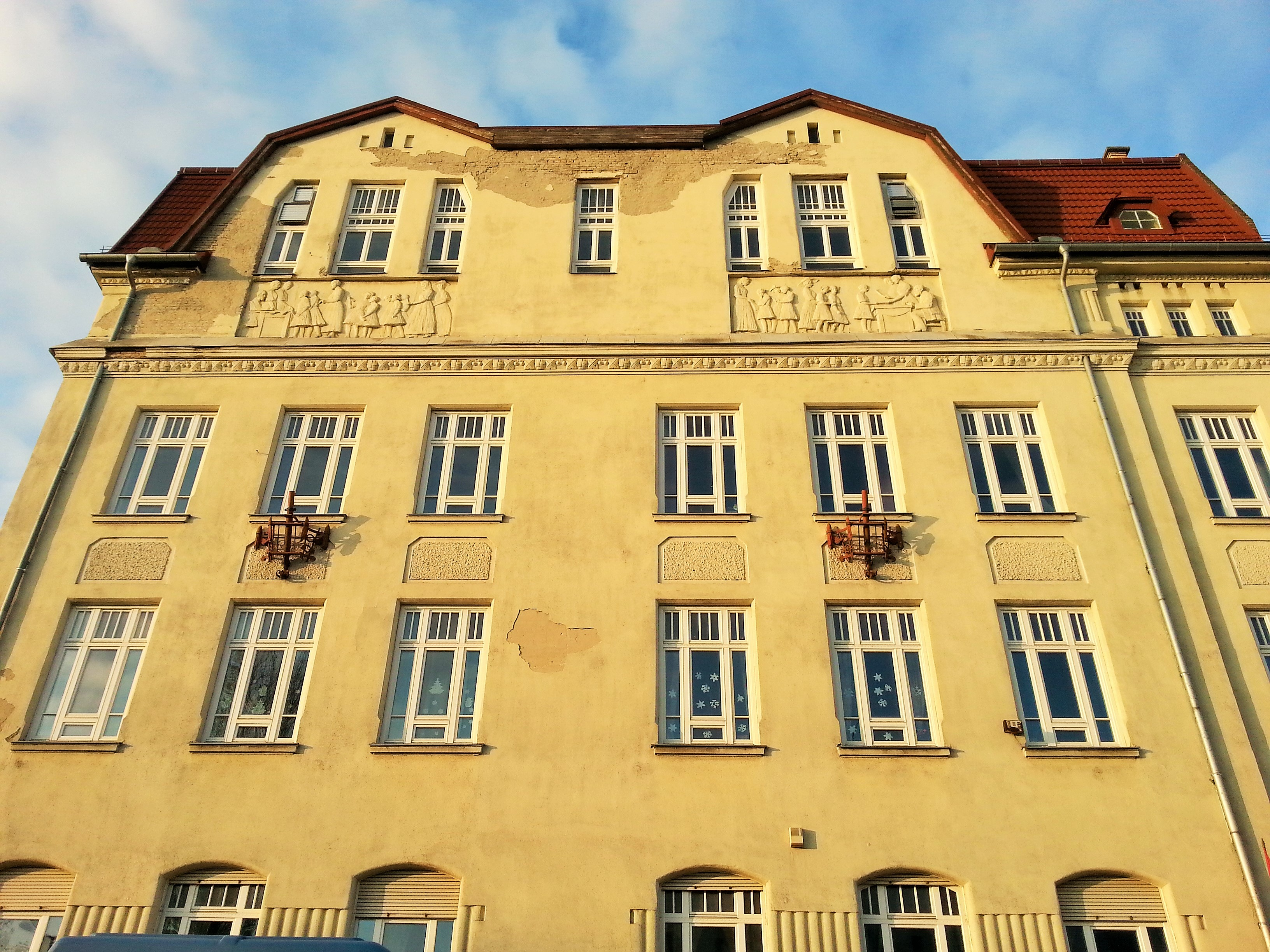
Tisza Kálmán téri iskola, Budapest (főhomlokzat)
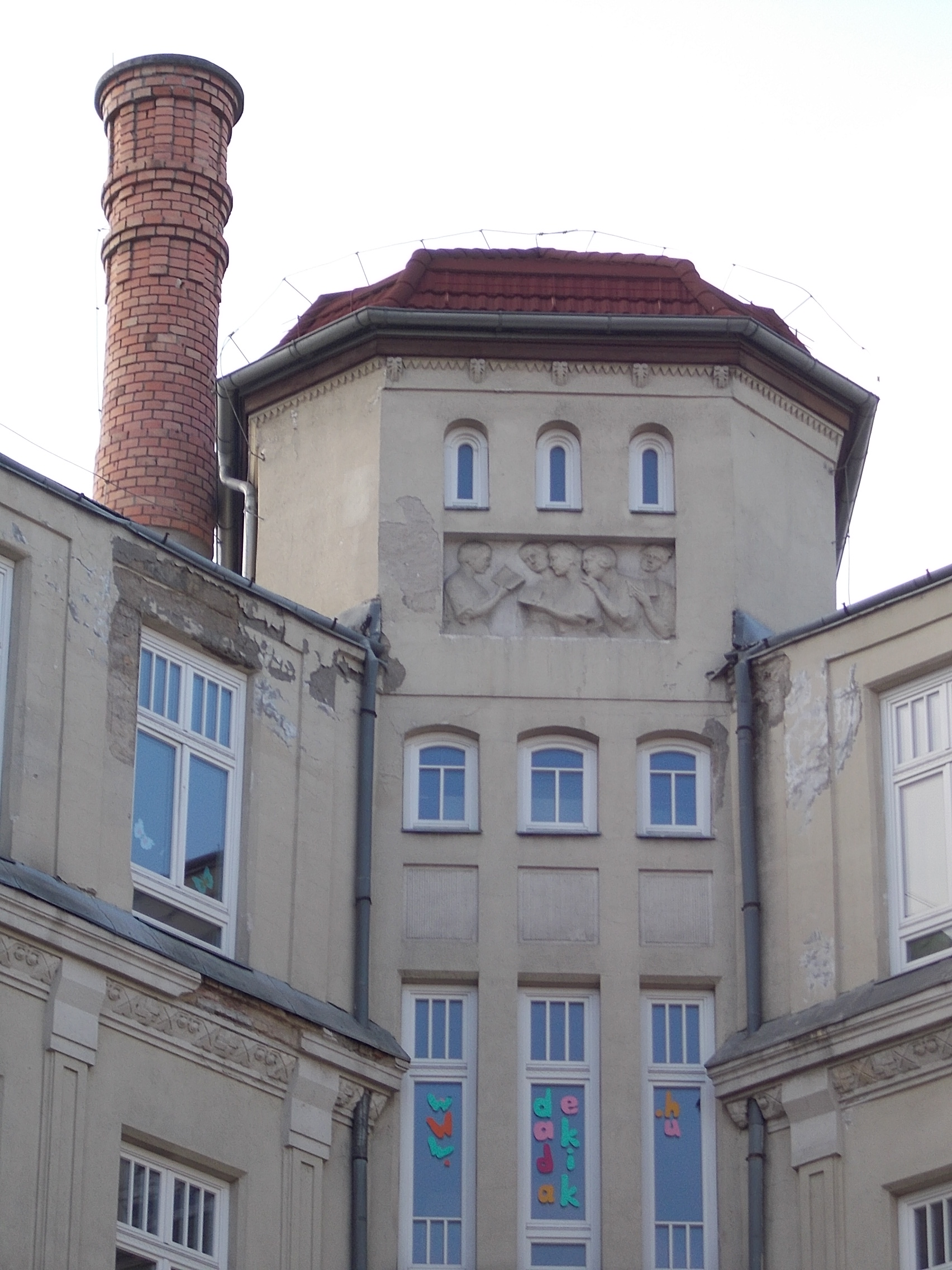
Tisza Kálmán téri iskola, Budapest (részlet)
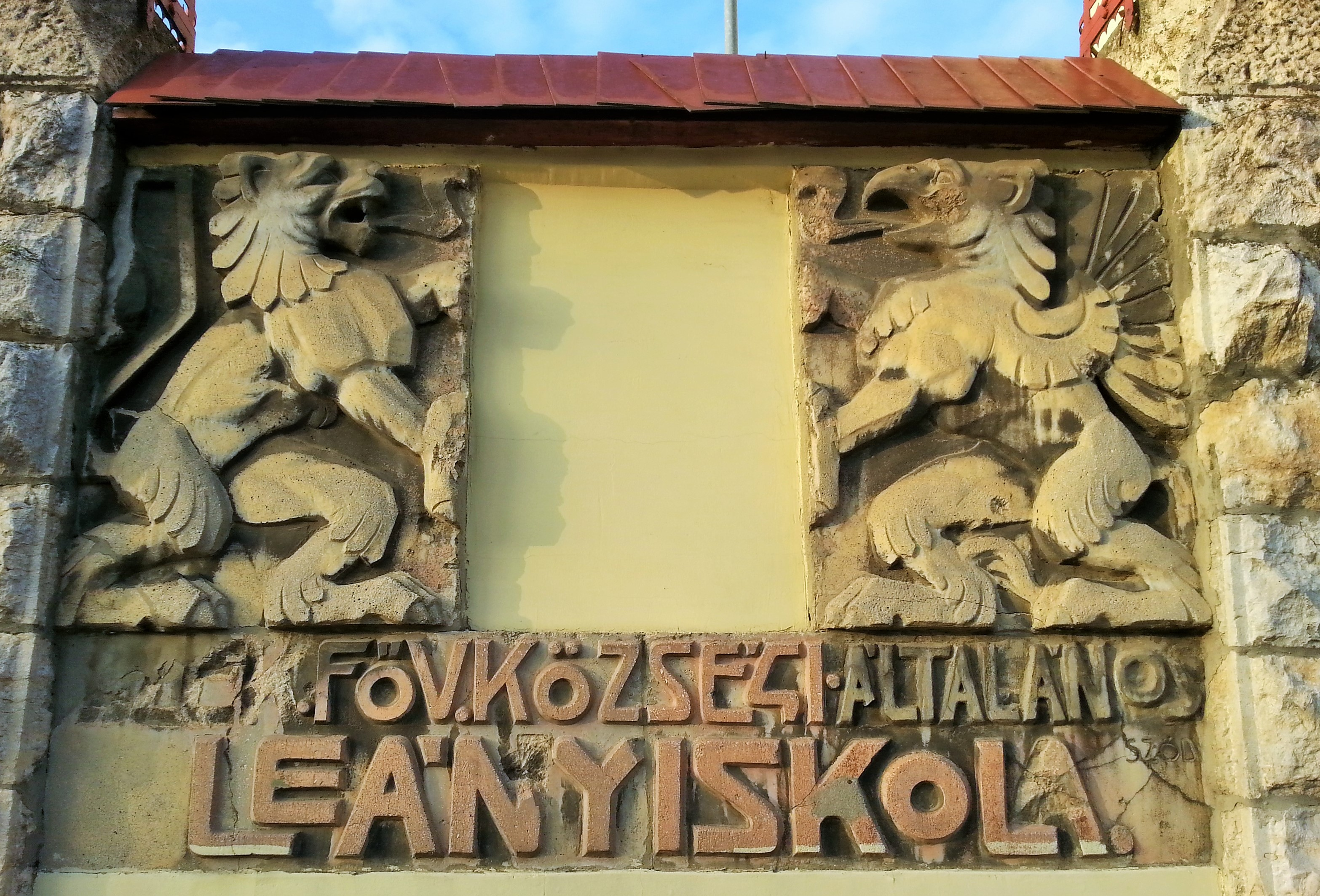
Tisza Kálmán téri iskola, Budapest (részlet)
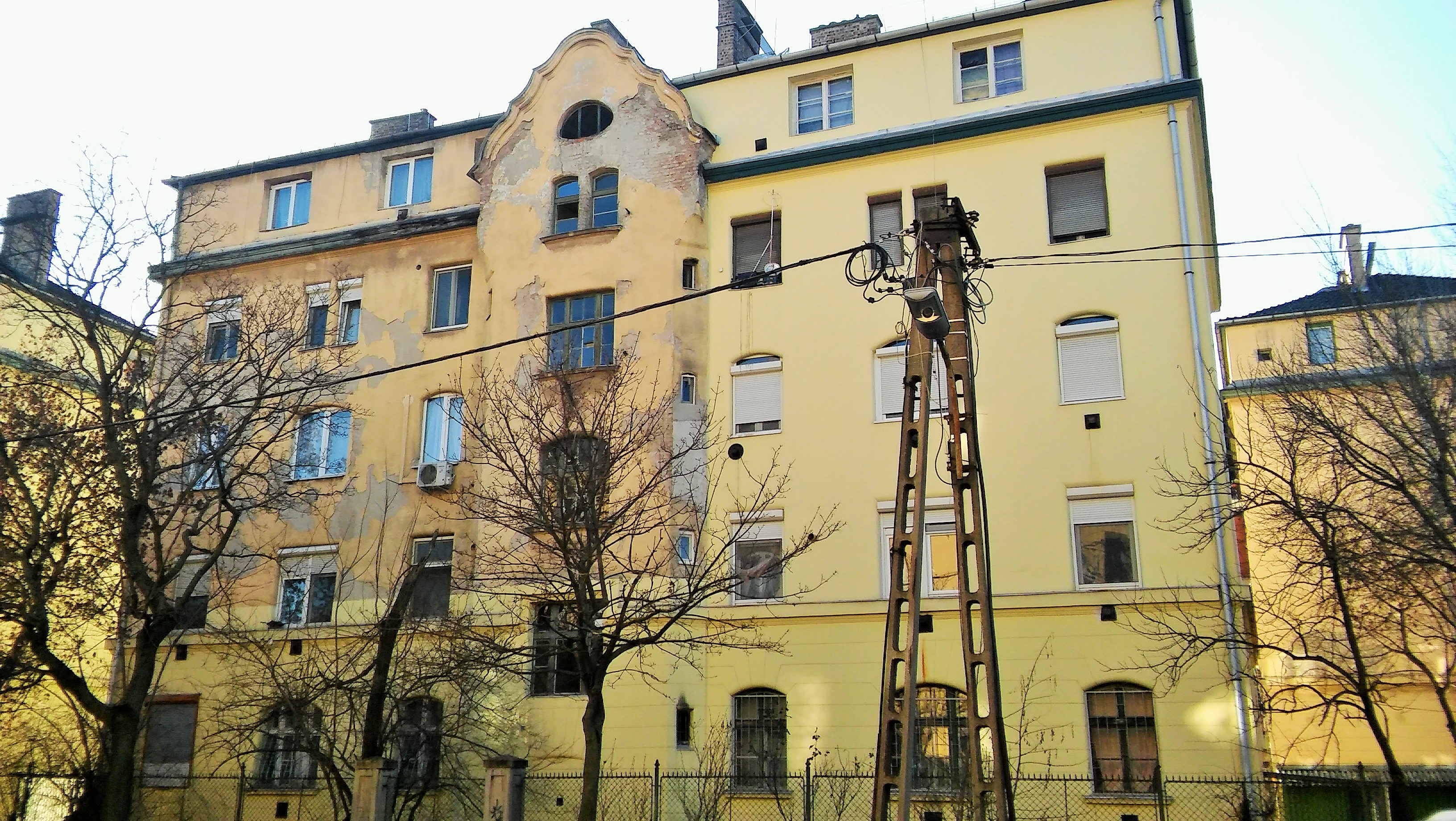
Székesfővárosi kislakásos bérház, Budapest, Gyáli út 21.
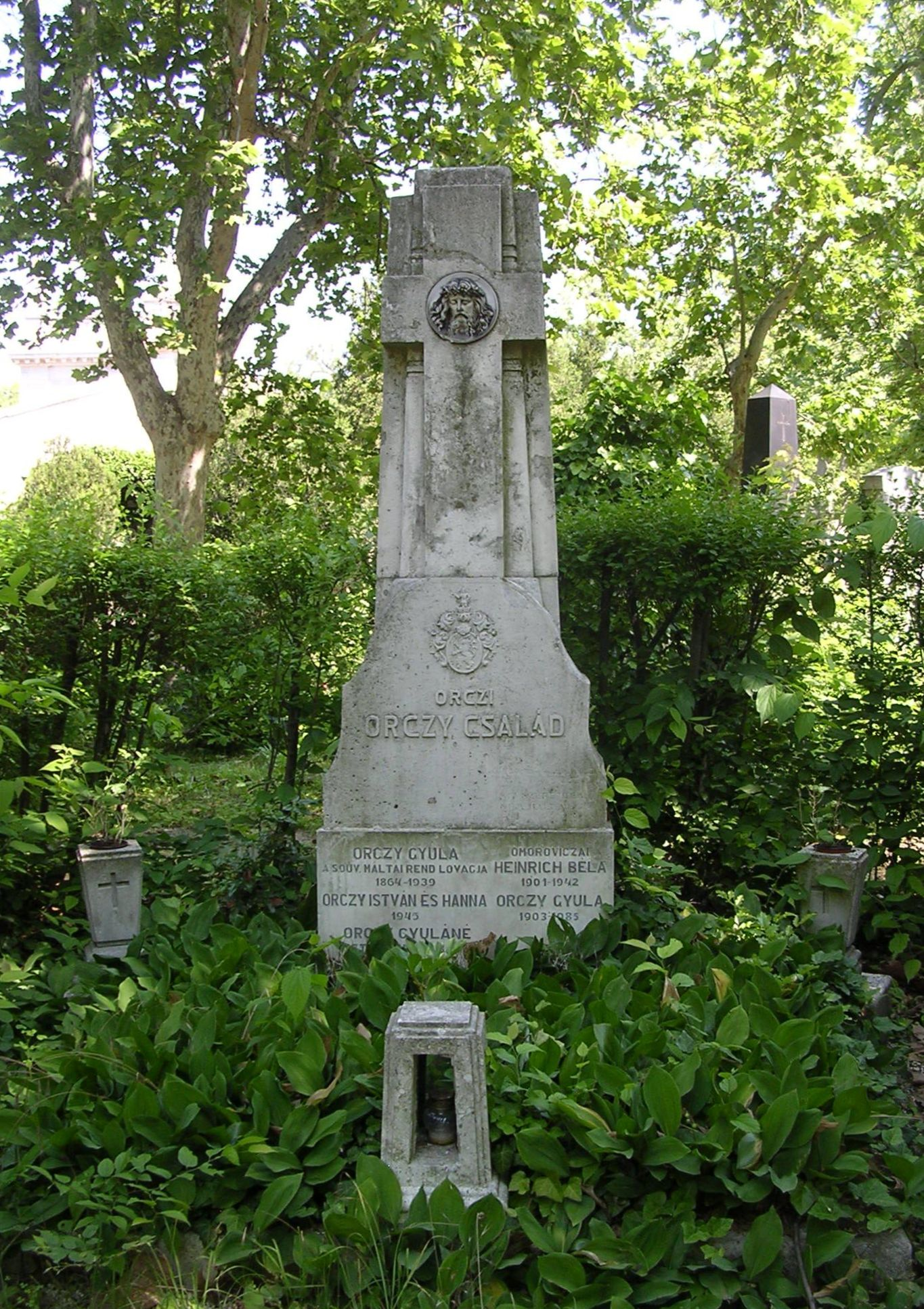
Az Orczy család sírja a Fiumei úti sírkertben (20/2-1-1)